# Ștefan Radu
Ștefan Daniel Radu, född 22 oktober 1986 i Bukarest, Rumänien, är en rumänsk före detta fotbollsspelare (vänsterback) som större delen av sin karriär spelade för SS Lazio.